# Atholus concordans
Atholus concordans är en skalbaggsart som först beskrevs av Sylvain Auguste de Marseul 1870.  Atholus concordans ingår i släktet Atholus och familjen stumpbaggar. Inga underarter finns listade i Catalogue of Life.